# Sudetendeutscher Cartellverband
Als Sudetendeutscher Cartellverband (SCV) bezeichnet man zwei Dachverbände katholischer Studentenverbindungen des Sudetenlandes und Prag. Eine Version des Dachverbandes bestand als Arbeitsgruppe innerhalb des Cartellverbandes, eine spätere als Abspaltung von ebendiesem in Analogie zum Österreichischen Cartellverband.

## Geschichte
Anfang des 20. Jahrhunderts bestanden Studentenverbindungen in Prag, Brünn, Tetschen-Liebwerd und Pibrans (auch Freiberg in Böhmen genannt). 1886 wurde Ferdinandea Prag (heute Heidelberg) gegründet, 1899 Nibelungia Brünn (heute Darmstadt), 1905 Vandalia Prag (heute München), 1907 Saxo-Bavaria Prag (heute Wien), 1921 Nordgau Prag (Stuttgart, heute Koblenz), 1922 Elbmark Tetschen-Liebwerd (heute Duisburg).
Diese Verbindungen schlossen sich im Laufe der Jahre dem Cartellverband der katholischen deutschen Studentenverbindungen an, 1896 Ferdinandea Prag, 1899 Nibelungia Brünn, 1905 Vandalia Prag, 1907 Saxo-Bavaria Prag, 1922 Nordgau Prag und 1923 Elbmark Tetschen-Liebwerd. Sie bildeten ab 1927 eine Arbeitsgemeinschaft innerhalb des Cartellverbandes, Sudetendeutscher Cartellverband (1. SCV) genannt.
Ab 1933 begann im Cartellverband der katholischen deutschen Studentenverbindungen (CV) der Prozess der Gleichschaltung mit Einführung des Führerprinzips und der daraus resultierenden Annäherung an den Nationalsozialistischen deutschen Studentenbund. Am 14. Juni 1933 schränkte daher die Arbeitsgemeinschaft des SCV ihre Beziehungen zum Cartellverband stark ein. Aufgrund des aufkeimenden Nationalsozialismus beschlossen die sudetendeutschen CV-Verbindungen ihre Lostrennung vom CV im Juli 1933. Das Ergebnis lautete 10:2 für eine Formierung einer „Arbeitsgemeinschaft des SCV“. So entstand der Sudetendeutsche Cartellverband der farbentragenden katholischen deutschen Studentenverbindungen (2. SCV) als selbstständiger Dachverband am 15. April 1934. Als sich die Arbeitsgemeinschaft zu einem eigenen selbständigen Verband wandelte, kündigte Ferdinandea die Mitarbeit auf und trat aus.
1934 wurde in Pibrans die Verbindung Montana Pribrans gegründet, die 1935 dem SCV beitrat.
Obwohl der Anschluss Österreichs im März 1938 die Tschechoslowakei kaum tangierte, entstand ab diesem Zeitpunkt bei den dort lebenden Deutschen eine Art „Gleichschaltungseuphorie“ hin zur Sudetendeutsche Partei. Dies erfasste auch die Studenten, so dass Saxo-Bavaria die erste war, die sich im Mai 1938 auflöste, nachdem zuerst der Antrag auf Aufgabe des Katholitätsprinzips abgelehnt wurde. Auch Vandalia und Elbmark Tetschen-Liebwerd beschlossen im Mai 1938, Nordgau Prag am 15. August 1938 ihre Auflösung. Dies kam der Auflösung des Sudetendeutscher Cartellverband gleich.
Nach dem Zweiten Weltkrieg war eine Wiederbegründung in Prag, Brünn, Tetschen-Liebwerd oder Pribrans auf Grund der politischen Lage nicht mehr möglich. Alle sudetendeutsche Cartellverbindungen begründeten sich außerhalb des Sudetenlandes wieder, fünf in Deutschland und eine in Österreich, Saxo-Bavaria Prag zu Wien. Die Montana Pribrans wurde nicht wiederbegründet, fusionierte aber nach dem Zweiten Weltkrieg mit KDStV Ferdinandea Prag, die in Heidelberg ansässig wurde.

## Mitglieder-Stenogramm
- Ferdinandea Prag: 1886 gegr. in Prag, 1905 Gründung der Vandalia Prag, 1939 Auflösung, 1950 wiederbegründet als K.D.St.V. Ferdinandea-Prag in Bamberg (CV), 1956 Verlegung des Verbindungssitzes nach Heidelberg
- Nibelungia Brünn: 1899 gegr. in Brünn, 1939 Auflösung, heute in Darmstadt (CV)
- Vandalia Prag: 1905 gegr. in Prag, 1907 Gründung der Saxo-Bavaria Prag, 1934 Austritt aus dem CV, Begründung des SCV, 1938 Selbstauflösung, 1950 wiederbegründet als Vandalia Prag zu München (CV)
- Saxo-Bavaria Prag: 1907 gegr. in Prag, 1934 Austritt aus dem CV, Begründung des SCV, 1938 Selbstauflösung, 1951 wiederbegründet als KaV Saxo-Bavaria Prag in Wien (ÖCV)
- Nordgau Prag: 1921 gegr. in Prag, 1934 Austritt aus dem CV, Begründung des SCV, 1938 Selbstauflösung, 1950 wiederbegründet als KDStV Nordgau-Prag zu Stuttgart (CV), Ende 90er Jahre sistiert, 2003 wiederbegründet als KDStV Nordgau-Prag zu Koblenz (CV)
- Elbmark Tetschen-Liebwerd: 1922 gegr., 1934 Austritt aus dem CV, Begründung des SCV, 1938 Selbstauflösung, 1984 wiederbegründet als KDStV Elbmark Tetschen-Liebwerd zu Duisburg (CV)
- Montana Pribrans: 1934 gegr., 1935 Eintritt in den SCV